# Ненсі Ланґат
Ненсі Ланґат  (англ. Nancy Langat, 28 серпня 1981) — кенійська легкоатлетка, олімпійська чемпіонка.

## Виступи на Олімпіадах
| Олімпіада  | Дисципліна         | Місце     |
| ---------- | ------------------ | --------- |
| Афіни 2004 | біг на 1500 метрів | 7 h1 r2/3 |
| Пекін 2008 | біг на 1500 метрів | 1         |